# Дніпровська військова флотилія (Російська імперія)
Дніпровська (Брянська) флотилія — вітрильно-веслувальне з'єднання російського флоту, засноване для застосування в російсько-турецькій війні 1735—1739. Командували нею контр-адмірал Василь Дмитрієв-Мамонов (лютий–вересень 1737), віце-адмірал Наум Сенявин (вересень 1737–травень 1738), знову В.Дмитрієв-Мамонов (до січня 1739), потім — капітан Яків Барш, із березня 1739 — контр-адмірал.
Спорудження розгорнулося на р. Десна (притока Дніпра) за урядовими указами від 31(20) жовтня 1736 та 15(04) січня 1737. Розташоване там базове Брянське адміралтейство, яке діяло ще 1724–27 (після чого було законсервованим), відновило спорудження прамів і галер, почало будівництво плашкоутів, а 1737 — дубель-шлюпок, барок, річкових човнів, інших плавальних засобів, здатних пройти повз Дніпрові пороги.
Випроваджена в експедицію окремими загонами протягом першої половини 1737, флотилія з 350 невеликих кораблів, завантажених військовим знаряддям і провіантом, мала в своєму складі понад 4000 осіб, відряджених допомогти російській армії Б.-К. Мініха штурмувати Очаків, але основні плавальні засоби повільно долали важкий шлях і навіть авангард це зробив аж тоді, коли фортецю було здобуто з суходолу. Призначеного місця дісталися близько півсотні суден, й деякі з них вогнем своєї мобільної артилерії підтримали атаковані турецьким військом берегові укріплення та допомогли піхоті контрударами змусити прибулих туди восени 12 османських галер повернути назад (одну дубель-шлюпку оттоманська ескадра захопила в полон).
Наприкінці 1737 Н.Сенявин заклав «Запорозьку корабельню», покликану добудовувати приведені з Брянська судна. На початку 1738 він під Очаковом і Кінбурном орудував 254 дубель-шлюпками (озброєні невеликими гарматами-фальконетами, вміщували по сотні військовиків) та кончебасами (на кожному могло розташуватися до 80 осіб), 40 запорозькими човнами, 250 байдаками (останні значною мірою були використані як матеріал для спорудження казарм). Через епідемію чуми восени того року залишки флотилії (347 бойових одиниць) вимушено відійшли з Дніпровського лиману Чорного моря вгору проти течії, почасти до острова Хортиця, й забезпечили евакуацію кріпосних гарнізонів, надалі обмежившись окремими пошуковими операціями.
Зокрема, у вересні 1739 дві веслувальні шлюпки та кілька козацьких дубів під орудою запорозького полковника Єрпифеєва в Чорному морі атакували четвірку ворожих кончебасів і один із них захопили (ще одного знищив вибух, улаштований його екіпажем, який урятувався втечею, допливши до острова Березань). Наступного місяця 4 бригантини, 20 дубель-шлюпок, 3 венеційських боти та 7 шлюпок вирушили в рейд до Акермана (нині м. Білгород-Дністровський) «задля найбільшої тривоги ворогові й учинення за ним усілякого пошуку».
Загалом під рукою Я. Барша налічувалося 657 суден, у тому числі 6 галер, 5 прамів, 20 бригантин, 37 «ластових» суден, 224 дубель-шлюпки, 17 кончебасів, 23 венеційські боти, 15 плашкоутів, 84 великі адміралтейські барки, 50 малих адміралтейських барок, 62 козацькі човни, 15 ялботів і шхерботів із 1029 морськими чинами та 274 вільними робітниками й козаками. Як бідкався сам начальник Д.(Б.)ф., через незручності стоянки при хортицькому ретраншементі (укріпленні) кораблі зазнавали руйнації («щодня потопали судна по 2 і по 3»). Після укладення Белградського мирного договору 1739 рештки флотилії були розібрані або передані «сухопутним командам», а особовий склад з них переведено до м. Санкт-Петербург.